# Šport u 2010.
◄◄ | ◄ | 2007. | 2008. | 2009. | 2010.  | 2011. | 2012. | 2013. | ► | ►►
Arhitektura • Astronautika • Astronomija • Biologija • Film • Fotografija • Glazba • Kazalište • Kemija • Kiparstvo • Knjige • Književnost • Kršćanstvo • Meteorologija • Medicina • Planinarstvo • Politika • Pravo • Promet • Slikarstvo • Strip • Šport • Televizija • Znanost • Zrakoplovstvo • Željeznički promet
Šport u 2010.

## Svijet

### Natjecanja

#### Svjetska natjecanja
- 11. lipnja do 11. srpnja – Svjetsko prvenstvo u nogometu u Južnoafričkoj Republici: prvak Španjolska
- 28. kolovoza do 12. rujna – Svjetsko prvenstvo u košarci u Turskoj: prvak SAD

#### Kontinentska natjecanja

##### Europska natjecanja
- 29. kolovoza do 11. rujna – Europsko prvenstvo u vaterpolu u Zagrebu u Hrvatskoj: prvak Hrvatska

## Hrvatska i u Hrvata

### Ostali događaji
- 28. studenoga: Održan 1. Rally Show Santa Domenica.[1]

### Smrti
- 9. srpnja: Milutin Šakić, hrvatski šahist (* 1932.)

## Vanjske poveznice
|  | Zajednički poslužitelj ima još gradiva o temi Šport u 2010. |